# Badilloa
Badilloa es un género de plantas perteneciente a la familia Asteraceae. Comprende 12 especies descritas y de estas solo 11 aceptadas.

## Descripción
Las plantas de este género solo tienen disco (sin rayos florales) y los pétalos son de color blanco, ligeramente amarillento blanco, rosa o morado (nunca de un completo color amarillo).

## Taxonomía
El género fue descrito por R.M.King & H.Rob. y publicado en Phytologia 30: 230. 1975.

## Especies aceptadas
A continuación se brinda un listado de las especies del género Badilloa aceptadas hasta junio de 2012, ordenadas alfabéticamente. Para cada una se indica el nombre binomial seguido del autor, abreviado según las convenciones y usos.
- Badilloa atrescens (B.L.Rob.) R.M.King & H.Rob.
- Badilloa drepanoides (B.L.Rob.) R.M.King & H.Rob.
- Badilloa helianthemifolia
- Badilloa helianthifolia (Kunth) R.M.King & H.Rob.
- Badilloa herrerae (B.L.Rob.) R.M.King & H.Rob.
- Badilloa procera (B.L.Rob.) R.M.King & H.Rob.
- Badilloa salicina (Lam.) R.M.King & H.Rob.
- Badilloa sonsonensis R.M.King & H.Rob.
- Badilloa sphagnophila (B.L.Rob.) R.M.King & H.Rob.
- Badilloa steetzii (B.L.Rob.) R.M.King & H.Rob.
- Badilloa venezuelensis (V.M.Badillo) R.M.King & H.Rob.